# Immortal
Immortal (в переводе с англ. — «бессмертный») — блэк-метал-группа из Норвегии. Коллектив образовался после распада дэт-метал-группы Amputation в 1991 году.
Ранние полноформатные релизы Immortal были выполнены в традиционном для блэк-метала стиле, но альбом At the Heart of Winter показал, что группа начала экспериментировать на стыке блэк-метала и немецкой школы трэш-метала. Immortal оказали большое влияние на современную метал-сцену.

## История

### Предпосылки возникновения группы (1988—1990)
История Immortal уходит корнями в 1988 год, когда основатели группы Ольве Эйкему (норв. Olve Eikemo) и Харальд Невдал (норв. Harald Nævdal), ещё не зная о существовании друг друга, начали свой творческий путь. Ольве вместе со школьными друзьями, Туре Братсетом (норв. Tore Bratseth), Джимом "Tyr" Ларсеном (норв. Jim "Tyr" Larsen) и Яном Атле Осерёдом известный как "Падден" или "Kolgrim" (норв. Jan Atle "Padden" Åserød ), 17 мая 1988 года создают группу Old Funeral. Толком не умея играть, они репетировали в подвале кавер-версии на песни любимых групп. Первая композиция собственного сочинения под названием «Aphis» (её автором является Ольве) появилась у коллектива только в конце года. Осенью того же года Падден встречает на концерте группы Slayer в Осло Харальда, после чего знакомит его со своими друзьями. Он в то время играл в группе Amputation, к которой после знакомства присоединился и Падден.
Обе группы шли параллельными курсами. В 1989 году Old Funeral записывают демо The Fart That Should Not Be, 50 экземпляров которого принесли им локальную популярность и дали возможность сыграть несколько концертов. Amputation также выпускают свою первую демозапись Achieve The Mutilation в 1989 году. В марте-апреле 1990 года Old Funeral записывают второе демо Abduction of Limbs. Работа проходила в ставшей позднее знаменитой среди поклонников блэк-метала студии Grieghallen под руководством звукоинженера и продюсера Эйрика Хундвина. Amputation не отстают от своих товарищей и в июле выпускают демо Slaughtered in the Arms of God, запись которого также проходила в Grieghallen.
По словам Братсета, обе группы представляли собой «одну большую семью». Padden из Old Funeral был ударником в Amputation, Харальд 3 месяца играл в Old Funeral, а согласно некоторым источникам Ольве играл и в Amputation. В 1989 году Ольве приглашает в Old Funeral Кристиана Викернеса (основавшего позже проект Burzum и более известного под именем Варг), с которым они чуть позже вдвоём создают группу Satanel (точное время создания неизвестно, в биографии Immortal на сайте MusicMight абстрактно говорится о конце 80-х годов, ряд других источников указывают на 1991 год). По одной из версий в создание коллектива был вовлечён и Харальд. Впрочем, творческий союз основателей Immortal и Burzum, по словам Викернеса, был проектом «для борьбы со скукой» и просуществовал весьма недолго.
В 1990 году Ольве и Харальд решают покинуть свои группы и основать новую:
Группа не собиралась двигаться в том направлении, в котором хотел двигаться я. Я хотел стать более серьёзным. Это была моя жизнь, и мне нужно было закрыть эту главу и найти что-то ещё. Когда мы пересеклись с Демоназом, мы оба знали верный путь.Аббат

### Основание группы. Первые записи (1990—1992)
Согласно официальной версии группа была образована в 1990 году. Тем не менее, ряд источников придерживается иной точки зрения, согласно которой Аббат и Демоназ не создавали новый коллектив и просто сменили название Amputation на Immortal. При этом Варг Викернес упоминает, что в то время группы часто подделывали даты, чтобы казалось, что именно они были первыми, и называет годом основания Immortal 1991 год.
Первоначально группа представляла собой квартет. Помимо басиста/вокалиста Ольве и гитариста Харальда, в него вошли гитарист Йёрн Инге Тунсберг (норв. Jørn Inge Tunsberg), ранее игравший вместе с Харальдом в Amputation и Old Funeral, и ударник Герхард "Армагедда" Херфиндаль (норв. Gerhard "Armagedda" Herfindal).
Группа начала с записи демо-материала. Была сделана как минимум одна не имевшая названия запись, ряд источников сообщает о двух. По утверждению Encyclopaedia Metallum, распространённые неофициальные названия Suffocate, Suffocate the Masses и The Northern Upir’s Death относятся к одной и той же записи (позже стало известно, что официальное название это The Northern Upir’s Death). После создания демозаписей Тунсберг покидает коллектив, чтобы вскоре заняться собственным проектом Hades. Immortal после этого никогда не вернётся к схеме с двумя гитаристами и будет существовать в виде трио.
Следующим шагом группы стало создание мини-альбома с одноимённым названием Immortal. Харальду удалось заинтересовать новым материалом Эрве Эрбота (фр. Hervé Herbaut), основателя французского лейбла звукозаписи Osmose Productions. Эрбот слышал демо Amputation, а Харальд обещал ему нечто совершенно новое. В итоге в октябре 1991 года Osmose Productions совместно с другим французским лейблом Listenable Records была выпущена первая коммерческая пластинка Immortal. Сотрудничество Immortal и Osmose продлится 9 лет, а его результатом станет выпуск шести полноформатных альбомов.
Выпуск мини-альбома стал знаковым для группы не только потому, что был первой коммерческой записью. На обложках демозаписей Old Funeral, Amputation и Immortal Ольве и Харальд подписывались своими настоящими именами. На обороте обложки выпущенной пластинки впервые появляются звучные имена Аббат (норв. Abbath) и Демоназ (норв. Demonaz).
Abbath — это имя, которое мне однажды явилось — и с тех пор стало обозначать демоническую часть моей натуры. Мне нравится заложенный в нём дьявольский смысл, и я считаю его не только сценическим именем, но и своим именем, вторым после того, что мне было дано при рождении. Что же касается Abbath Doom Occulta… да, было такое. То есть, был я и был Demonaz Doom Occulta — братья по крови и темной стороне существования. Нам нравилась звучность этих имён и присущий им мистицизм…Аббат

### Первые полноформатные альбомы. Поиски постоянного барабанщика (1992—1995)
В 1992 году, подписав с Osmose контракт на 2 альбома, группа приступает к записи своего дебютного полноформатного альбома. Запись проходила в апреле на студии Grieghallen вновь под руководством звукоинженера Эйрика Худвина. В июле альбом, получивший название Diabolical Fullmoon Mysticism, увидел свет. Вскоре после выхода альбома Армагедда покинул группу, Аббат и Демоназ нашли ему замену Яна Атле Осерёда (ex-Old Funeral, Amputation) в лице Колгрима (норв. Kolgrim).
Новому барабанщику не удалось надолго задержаться в группе, с его участием был дан только один концерт. Однако именно с Колгримом Immortal записали свой первый видеоклип на песню «The Call of the Wintermoon». Группе поступило предложение принять участие в телепрограмме одного из телеканалов Бергена. Они согласились при условии, что телеканал поможет им снять видео. Группа настаивала на съёмках в ночное время, однако сотрудники телеканала уговорили их сниматься днём, пообещав сделать видео «тёмным». Съёмки проходили на скорую руку, отснятый днём материал уже вечером должен был быть оказаться в эфире. Монтаж проходил без участия группы, и обещание затемнить плёнку выполнено не было. Результат группа увидела, уже сидя в студии на съёмках телепрограммы. Видео оказалось нелепым и смешным, и Immortal восприняли его как большое оскорбление.
После того, как Колгрим был уволен из группы (по мнению MusicMight, «за лень»), группа приступила к написанию материала для следующего альбома и поискам нового барабанщика. К моменту записи альбома, получившего название Pure Holocaust, подходящих кандидатур на роль ударника так и не нашлось, поэтому исполнять эту роль пришлось Аббату. Работа велась на студии Grieghallen под руководством Эйрика Худвина. Во время сведе́ния альбома в группу приходит Эрик «Грим» Брёдрешифт (норв. Erik «Grim» Brødreskift). Несмотря на то, что он не принимал участия в создании альбома, Аббат и Демоназ решают поместить его фотографию на обложку, чтобы группа выглядела полной.
Вышедший в ноябре 1993 года альбом был хорошо принят публикой, однако принёс группе и ряд проблем. В Берлине он был запрещён, поскольку местные власти восприняли название альбома как проявление расизма. После выпуска альбома музыканты отправились в своё первое полноценное турне по Европе. Оно носило название «Fuck Christ», и, помимо Immortal, в нём принимали участие группы Blasphemy и Rotting Christ. Выступления были успешны, и в 1994 году группа при поддержке Marduk совершила ещё одно турне, известное под названием «Sons of Northern Darkness».
К осени 1994 года был готов материал для следующего альбома, и музыканты вновь отправились в студию Grieghallen. Аббат был недоволен игрой Эрика, поэтому тот был уволен, а Аббат вновь взял обязанности ударника на себя. Получивший название Battles in the North альбом вышел в мае 1995 года. Группа решилась на смелый для того времени шаг и в качестве обложки использовала фотографию с белым фоном — на ней были изображены музыканты на заснеженной равнине. Качество записи и сведения оказалось неудачным, и альбом не встретил одобрения у критиков. Также выяснилось, что список композиций в альбоме указан неверно. Всё это привело к тому, что лейблу Osmose пришлось отозвать первый тираж и быстро исправлять ошибки. Тем не менее, альбом был замечен, в том числе и благодаря своей обложке:
Находились даже некоторые слабоумные, говорившие: „Это сделано в студии, а снег — не снег, это пена.“ [смеётся] Они думали, что мы стоим в пене!Аббат
После завершения работы над альбомом место за ударной установкой временно занял Хеллхаммер — барабанщик группы Mayhem. Вместе с ним Immortal отыграли европейское турне с группой Morbid Angel. Хеллхаммер также появился в видеоклипе группы на песню «Grim and Frostbitten Kingdoms», который был снят под руководством режиссёра Девида Палзера (англ. David Palser). Он же снял и второй клип — «Blashyrkh (Mighty Ravendark)», однако в нём присутствуют только Аббат и Демоназ. Оба клипа были выпущены Osmose в том же 1995 году на видеокассете, озаглавленной Masters of Nebulah Frost.

### Приход Хорга. Болезнь Демоназа (1996—1999)
Поскольку присутствие в группе Хеллхаммера было временной мерой, музыканты продолжали поиски постоянного барабанщика. По словам Аббата, в 1996 году выбор среди барабанщиков для группы, подобной Immortal, был невелик. На объявление о поиске ударника откликнулся Хорг (норв. Horgh). Аббат и Демоназ уже видели его в группе, исполнявшей кавер-версии Judas Priest и Metallica, и решили, что Хорг им подходит. Первая репетиция в новом составе состоялась 1 мая 1996 года. Хорг был опытным барабанщиком, однако, прежде чем приступать к созданию новых композиций, Аббату пришлось обучать его технике бласт-бита.
Blizzard Beasts, ставший четвёртым по счёту альбомом группы, был записан в новой студии — Sigma Studios. Выход нового альбома в марте 1997 года укрепил растущую популярность Immortal, а вместе с ней росли и продажи. Blizzard Beasts даже попал в национальные чарты некоторых стран. Хорг привнёс в музыку группы собственный стиль и отлично вписался в коллектив, однако его влияние сказалось не сразу и в новом альбоме было малозаметно.
Immortal, по мнению MusicMight, стали к тому моменту элитой блэк-метал-сцены. Приход в группу Хорга является, по признанию Аббата, одной из самых важных вех в истории группы, однако вскоре после выхода Blizzard Beasts группу ждало и самое большое потрясение. Постоянные репетиции, статичный стиль и высокая скорость игры на гитаре, а также работа в строительной компании на открытом воздухе зимой привели к тому, что у Демоназа на руках развился тендинит (воспаление сухожилий). Болезнь вынудила его на долгое время оставить игру на гитаре. В сложившейся ситуации было решено, что роль гитариста возьмёт на себя Аббат. На роль басиста для концертного тура по Европе в 1998 году был нанят Арес (англ. Ares) из группы Aeternus. Хотя Демоназу и пришлось выйти из состава, он остался с Immortal в качестве менеджера группы и планировал по-прежнему заниматься написанием текстов для песен. Вместе с тем он занялся своим собственным проектом под названием Perfect Visions (в другом интервью проект был упомянут как «Demonaz»), в котором являлся вокалистом и автором музыки.
В ноябре 1998 года Аббат и Хорг приступили к записи нового альбома. На этот раз запись проходила в шведской студии «Abyss» Петера Тэгтгрена (швед. Peter Tägtgren), который стал звукоинженером и продюсером группы. Тот факт, что Аббату пришлось писать всю музыку без участия Демоназа, не оказал большого влияния на стиль Immortal, поскольку и до этого большую часть музыки сочинял он. Аббат также попробовал самостоятельно писать тексты песен, однако в итоге отдал эту работу Демоназу. Пятый по счёту альбом группы был выпущен в феврале 1999 года под названием At the Heart of Winter. Новая работа музыкантов получила высокие оценки от критиков и за два года разошлась тиражом более 70 тысяч экземпляров. Группа впервые отошла от устоявшейся традиции и использовала на обложке изображение фантастического зимнего пейзажа вместо собственной фотографии, а также представила публике новый, более читаемый логотип Immortal.
В 1998 году группа также приняла участие в создании трибьют-альбома группы Darkthrone, для которого записала кавер-версию песни «To Walk the Infernal Fields». Альбом был выпущен под названием Darkthrone Holy Darkthrone лейблом Moonfog Productions.

### Приход Искарии. Смена лейбла (1999—2003)
Сразу после выхода At the Heart of Winter в 1999 году место постоянного басиста занимает Стиан "Искария" Смёрхольм (норв. Stian "Iscariah" Smørholm), игравший до этого в группе Enchanted. В мае Immortal отправляются в очередное турне, однако были вынуждены на середине прервать его из-за воспаления уха Аббата. Искария не имел опыта концертных выступлений, поэтому для него это турне стало серьёзным испытанием. Однако постоянное напряжение во время турне и поддержка участников Immortal позволили ему вскоре обрести уверенность в себе и почувствовать себя полноценным членом группы.
В октябре 1999 года и начале февраля 2000 года на студии Abyss музыканты записывают свой шестой полноформатный альбом, получивший название Damned in Black. Предварительные заказы на выпущенный в апреле альбом составили по разным данным 40—50 тысяч, а суммарные продажи превысили 100 тысяч экземпляров. Альбом также попал в немецкие чарты, а позднее удостоился норвежской музыкальной премии Alarm (норв. Alarmprisen) в категории «Metal». После выхода Damned in Black группа отправилась в турне, посетив при этом Северную Америку.
Помимо Immortal, музыканты занимались и другими проектами. Во время записи Damned in Black группа получила предложение принять участие в записи трибьют-альбома Mayhem. Музыканты согласились при условии, что они сами выберут композицию для исполнения. В итоге была выбрана песня «From the Dark Past» из альбома De Mysteriis Dom Sathanas. Трибьют-альбом под названием Originators of the Northern Darkness – A Tribute to Mayhem был выпущен в мае 2001 года лейблом Avantgarde Music. Хорг исполнял роль ударника на концертах шведской группы Pain в конце 2000 года. Искария являлся басистом группы Wurdulak и записал вместе с ними альбом Ceremony in Flames. Кроме этого, Хорг и Искария в союзе с гитаристом Фредом "Frediablo" Притцом положили начало группе Grimfist.
Damned in Black стал последним альбомом, вышедшим на лейбле Osmose Productions. Контракт на следующий альбом Immortal подписали с немецким лейблом Nuclear Blast. Сотрудники Osmose связали уход группы с возросшими финансовыми запросами музыкантов. Сами же музыканты причиной перехода на другой лейбл назвали недостаточные для дальнейшего развития группы возможности Osmose, в том числе отсутствие у лейбла дистрибьютора в США.
В сентябре 2001 года Immortal возвращаются в студию Abyss для записи седьмого альбома. Вышедший в феврале 2002 года Sons of Northern Darkness развеял опасения некоторых фанатов группы, боявшихся, что смена лейбла негативно скажется на музыке Immortal. Весной музыканты вместе с Vader, Hypocrisy и рядом других групп отправляются на европейский фестиваль-турне «No Mercy». В конце марта Искария по собственному желанию покидает группу. На замену ему приходит концертный басист группы Pain Ингве "Сарот" Лильебек (швед. Yngve "Saroth" Liljebäck ), с которым Immortal продолжают концертные выступления на европейских и американских площадках в 2002 и 2003 годах.

### Роспуск и последующее воссоединение группы (2003—2007)
В июле 2003 года музыканты неожиданно для всех объявили о роспуске группы. Лейбл Nuclear Blast попытался заверить фанатов, что группа не распалась, а просто взяла длительный отпуск после напряжённого турне. Однако музыканты подтвердили, что они имели в виду полное окончание работы над Immortal. В своём обращении к фанатам Аббат, Демоназ и Хорг пояснили, что это было сделано «по личным причинам».
После роспуска Immortal музыканты переключились на другие проекты. Аббат вновь присоединился к Bömbers — трибьют-группе Motörhead — в которой он играл в свободное от работы над Immortal время со своими друзьями Братсетом и Пезом (норв. Pez) c 1996 до конца 2000 года. В ноябре 2004 года они записали свой первый студийный мини-альбом, состоящий из трёх кавер-версий песен Motörhead.
Хорг продолжил работу в Grimfist, а в январе 2004 года принял приглашение Петера Тэгтгрена и присоединился к его группе Hypocrisy. Возросшая занятость привела к тому, что остальные члены Grimfist решили найти себе другого ударника.
Осенью 2005 года стало известно, что Аббат создал проект под названием I, и группа уже написала две трети материала для полноформатного альбома. Помимо Аббата, в коллектив вошли первый барабанщик Immortal Армагедда, гитарист Enslaved Арве Исдал (норв. Arve Isdal) и басист Gorgoroth King, а лирику для альбома Аббат попросил написать Демоназа. Результатом трудов группы стал выход альбома Between Two Worlds на лейбле Nuclear Blast в 2006 году.
В начале июне 2006 года в немецком журнале Rock Hard было напечатано интервью с Аббатом, в котором он проговорился о возрождении Immortal:
Я вообще-то не хотел этого говорить, но и гнать не буду. Мы вернёмся, сильные, как никогда прежде. Я встретился с Хоргом первый раз за год. Он построил здесь свой новый дом, прямо за углом. В ближайшие дни мы начнём репетировать нашу старую, ещё с «Blizzard Beasts», классику. Я полон энтузиазма. <...> Immortal скованы льдом навсегда! Годом больше, годом меньше, какая разница... У нас есть всё время этого мира.Abbath
Осенью 2006 появилась информация, что на позицию бас-гитариста приглашён Аполлион (норв. Apollyon), один из основателей группы Aura Noir. По словам Аббата, все предыдущие басисты были недостаточно хороши, или не вписывались в коллектив. Арес не был настоящим басистом и не смог остаться в Immortal. Искария полностью отдавал себя группе, но в техническом смысле не улучшался, и в этом плане Аббат сравнил его со старым барабанщиком Эриком. Сарот хорошо выполнял свою работу на сцене, но при этом фактически не был частью коллектива и не пытался поддерживать отношения с остальными музыкантами после распада Immortal в 2003 году. Хорг и Демоназ были немного знакомы с Аполлионом, и его кандидатура первой пришла в голову Аббату, когда встал вопрос о басисте для возрождаемой группы. Аббат не слишком надеялся на успех, когда звонил ему, однако Аполлион принял предложение.
Обновлённая группа постепенно сообщала о предстоящих в 2007 году выступлениях, и к концу ноября 2006 года список насчитывал 7 дат. Ознаменовавший возвращение Immortal на сцену тур получил название «7 Dates of Blashyrkh». Он прошёл в течение весны и лета 2007 года и включал в себя концертные площадки Европы и Северной Америки. Запись финального концерта на фестивале Wacken Open Air в 2010 году была выпущена на DVD под названием The Seventh Date of Blashyrkh. После окончания тура группа вернулась в Норвегию, где было дано ещё 3 концерта, в том числе в рамках фестиваля Hole in the Sky.

### All Shall Fall (2008—2011)

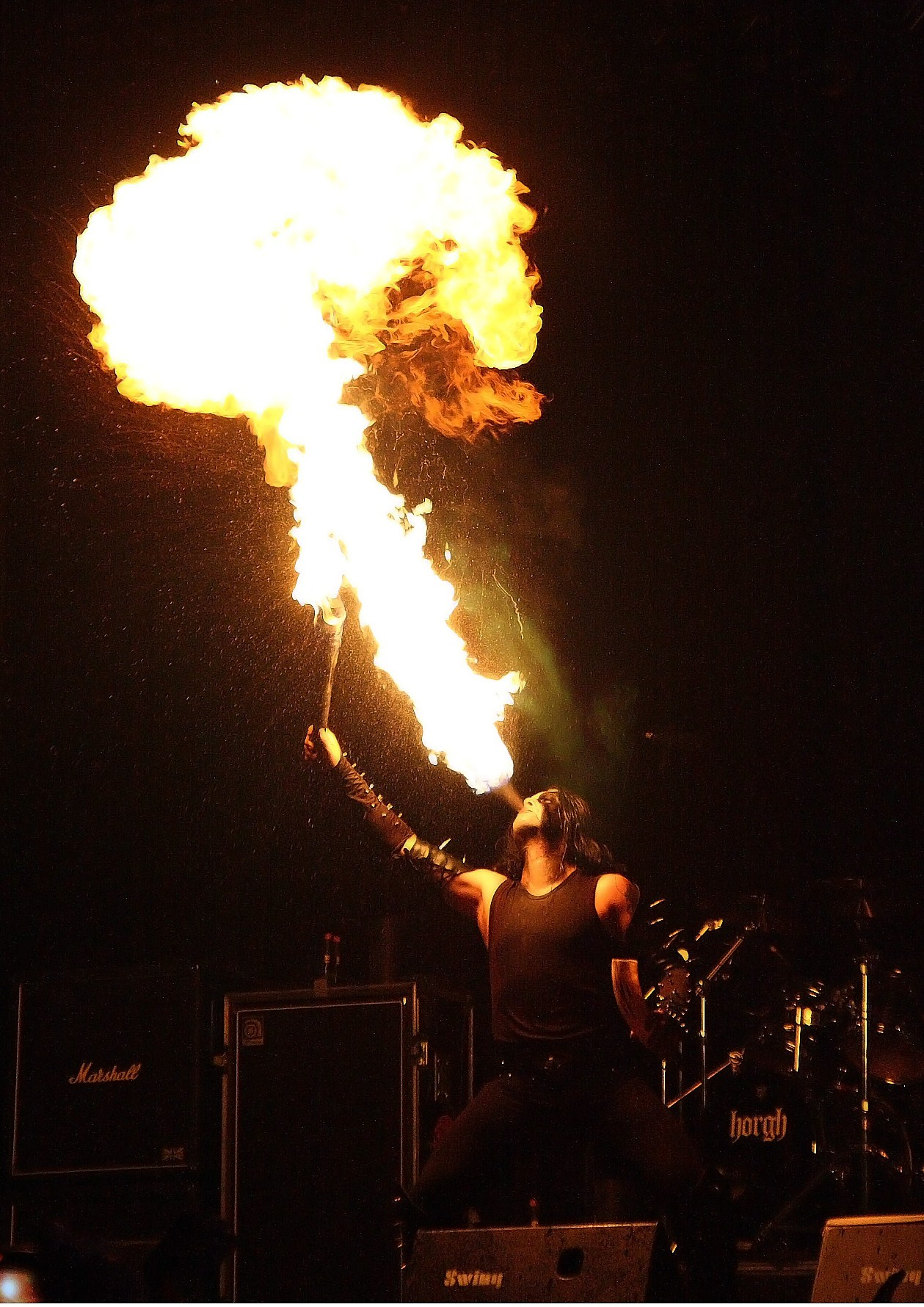
Огненное шоу в исполнении Аббата на фестивале MetalWay 2009 года.

В январе 2008 года группа сообщила, что репетирует и готовит материал для нового альбома. Работа над ним продолжалась весь год параллельно с концертными выступлениями. В марте Immortal посетили Австралию и Новую Зеландию в рамках тура Blashyrkh in Oz, после чего в течение года выступили на нескольких европейских фестивалях. В конце августа группа также впервые побывала в Москве и Санкт-Петербурге.
15 апреля Immortal сообщили на официальном сайте, что группа приступила к записи нового альбома, и запись будет производиться в студиях Grieghallen и Abyss. 26 мая 2009 г. Immortal завершили работу над своим новым альбомом, получившим название All Shall Fall. Альбом вышел 25 сентября в Европе и 6 октября Северной Америке на Nuclear Blast Records.

### Раскол группы (с 2015)
26 марта 2015 года, после длительных судебных разбирательств между участниками группы, в очередной раз было объявлено о распаде.
Тем не менее, в августе Демоназ и Хорг объявили о том, что деятельность группы продолжится, но без участия Аббата. Сам же Аббат основал одноимённую группу и продолжает свою деятельность в ней.
По словам музыкантов, запись нового альбома начнётся в январе 2017 года вновь в студии «Abyss» под руководством Петера Тэгтгрена. Выход альбома ожидается в 2017 году на лейбле Nuclear Blast.
20 апреля 2018 года была завершена работа над новым альбомом — Northern Chaos Gods. Выход одноимённого сингла назначен на 11 мая, его физическая версия — на 25 мая. Сам альбом был анонсирован на 6 июля 2018 года. В записи альбома участвовали: Демоназ, Хорг и Петер Тэгтгрен (сессионный бас). После долгого перерыва Демоназ взялся за гитару и находится в отличной форме, плюс он еще и вокалист. Альбом выполнен в духе классических работ «Pure Holocaust» и «Battles In The North». Звучание стало намного мощнее, плюс Хорг на барабанах.

## Состав

### Текущий состав
- Демоназ (норв. Demonaz), Харальд Невдал (норв. Harald Nævdal) — тексты (1991—2003, 2009—наши дни), гитара (1991—1997, 2018—наши дни), вокал (2015—наши дни)

### Бывшие участники
- Аббат (норв. Abbath), Ольве Эйкему (норв. Olve Eikemo) — вокал (1991—2003, 2006—2015), гитара (1997—2003, 2006—2015), бас (1991—1999), ударные (1993—1995)
- Йёрн Инге Тунсберг (норв. Jørn Inge Tunsberg) — гитара (1991)
- Армагедда (норв. Gerhard "Gaedda" Herfindal) — ударные (1991—1992)
- Хорг (норв. Horgh), Рейдар Хоргхаген (норв. Reidar Horghagen) — ударные (1996—2003, 2006—2022)
- Искария (норв. Iscariah), Стиан Смёрхольм (норв. Stian Smørholm) — бас (1999—2002)
- Аполлион (норв. Apollyon), Уле Йёрген Му (норв. Ole Jørgen Moe) — бас (2006—2015)

### Концертные участники
- Колгрим (норв. Kolgrim a.k.a. Padden) Ян Атл Асерод (норв. Jan Atle Åserød) — ударные (1992—1993)
- Грим (норв. Grim), Эрик Брёдрешифт (норв. Erik Brødreskift) — ударные (1993—1994)†
- Хеллхаммер (норв. Hellhammer), Ян Аксель Бломберг (норв. Jan Axel Blomberg) — ударные (1995)
- Арес (англ. Ares), Ронни Ховланд (норв. Ronny Hovland)) — бас (1998)
- Сарот (швед. Saroth), Ингве Лильебекк (швед. Yngve Liljebäck) — бас (2002—2003)

## Дискография
Полноформатные альбомы

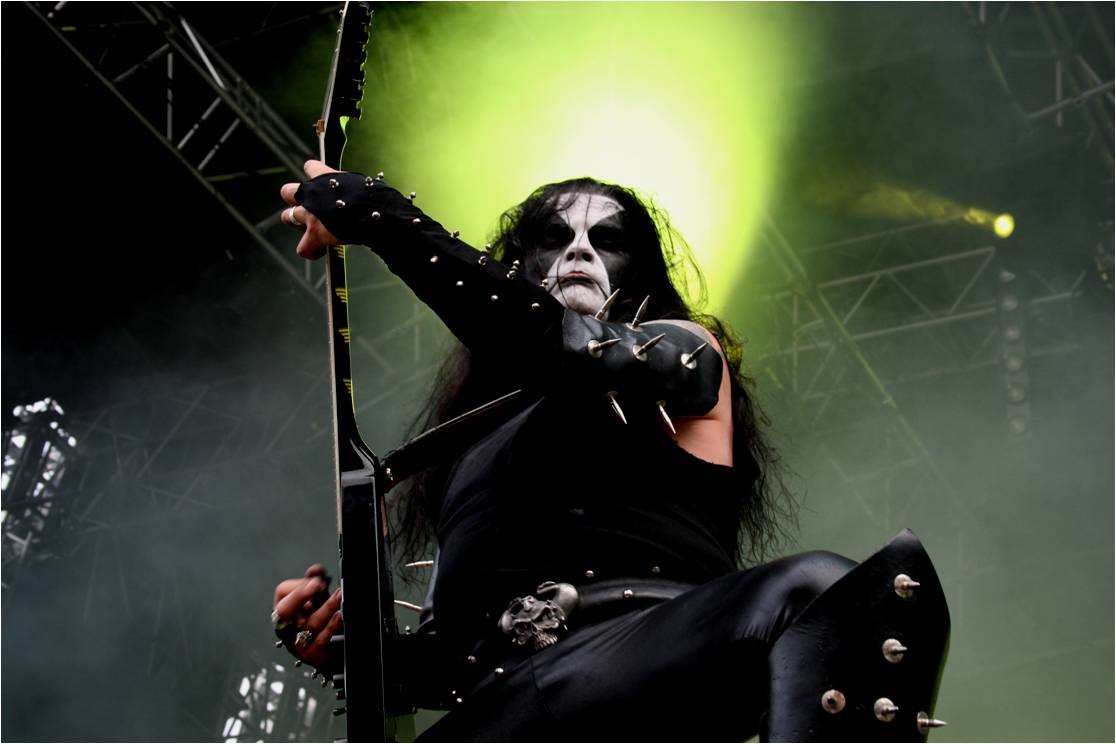
Immortal на рок-фестивале в Норвегии, 2010 год.

- 1992 — Diabolical Fullmoon Mysticism
- 1993 — Pure Holocaust
- 1995 — Battles in the North
- 1997 — Blizzard Beasts
- 1999 — At the Heart of Winter
- 2000 — Damned in Black
- 2002 — Sons of Northern Darkness
- 2009 — All Shall Fall
- 2018 — Northern Chaos Gods[51]
- 2023 — War Against All